# Limuru
Limuru är en ort och kommun i distriktet Kiambu i provinsen Central i Kenya. Den är en nordvästlig förort till Nairobi och folkmängden i centralorten uppgick till 61 336 invånare vid folkräkningen 2009, med 104 282 invånare i hela kommunen.